# Robert Piché
Pour les articles homonymes, voir Piché.
Robert Piché, né à Québec le 5 novembre 1952, est un pilote d'avion québécois. Le 24 août 2001, commandant de bord de l'Airbus A330-200 sur le vol 236 Air Transat entre Toronto et Lisbonne, il réussit avec son copilote Dirk de Jager un atterrissage d'urgence sur la piste de la base de Lajes, aux Açores, sans moteurs et après un vol plané de plus de 20 minutes à cause d'une fuite de carburant, sauvant ainsi la vie de ses 293 passagers et des 13 membres d'équipage et faisant preuve d'un très bon sens de l'air.

## Biographie
Robert Piché est né le 5 novembre 1952 à Québec. Il est le fils de Paul et Estelle Piché, troisième enfant d'une famille de 4. C'est à l'âge de 8 ans qu'il déménage avec ses parents, ses deux frères et sa sœur à Mont-Joli. Il fait ses études collégiales à Chicoutimi et obtient son diplôme d'études collégiales en pilotage d'aéronefs en 1973.
En 1983, après avoir perdu son emploi en raison des difficultés financières de la compagnie aérienne Québecair, il accepte de transporter de la drogue depuis la Jamaïque. Cependant, il est arrêté au retour et emprisonné à Reidsville, en Géorgie. Condamné à une peine de 5 années de prison, il ne purge que 16 mois et est libéré le 20 mars 1985,. 
Après sa sortie de prison, il effectue quelques boulots : barman, gérant de bar et chauffeur de taxi au Nunavut, à Iqaluit. Après quelques contrats comme pilote, il est finalement engagé par la compagnie Air Transat en 1995. C'est d'ailleurs durant cette année qu'il rencontre Régine devenue son épouse.

### Le vol 236

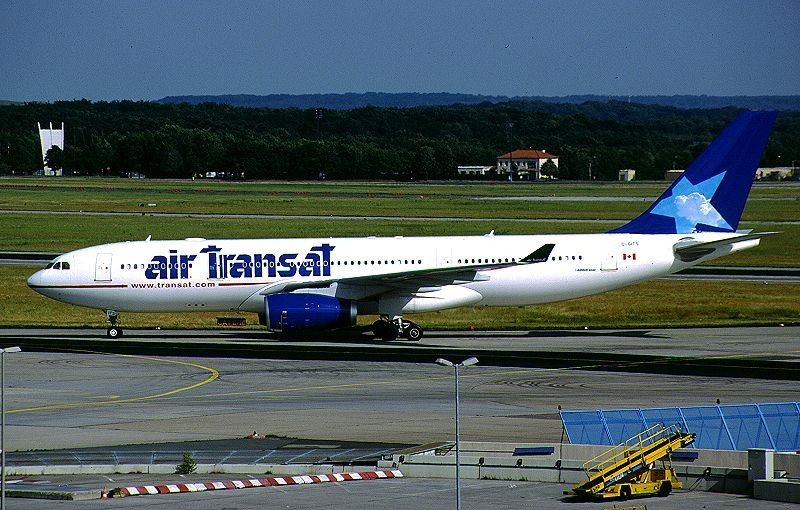
Air Transat A330-200 C-GITS utilisé par Robert Piché lors du vol 236.

Le 24 août 2001, il est commandant de bord, avec Dirk de Jager en copilote, d'un Airbus A330-200 assurant une liaison Toronto - Lisbonne. Au cours de ce vol, au milieu de l'Atlantique, une fuite de carburant est détectée après que les deux moteurs se sont éteints. Robert Piché prend donc la décision de dérouter l'avion vers l'aéroport le plus proche, une base militaire aux Açores. Il a plus tôt transféré tout son carburant du réservoir de gauche, vers celui de droite où la fuite se trouvait. Le manuel spécifie d'ouvrir la vanne de transfert entre les réservoirs pour rééquilibrer les niveaux de kérosène, mais ce transfert ne doit pas être effectué si une fuite de carburant est suspectée (au moment de l'opération de transfert de carburant, l'équipage ignorait que le débalancement était dû à cette fuite). Faute de carburant, un des moteurs puis le second s'arrêtent. L'appareil est conçu pour mettre automatiquement en marche une petite génératrice de secours, suffisante pour alimenter certains circuits électriques et hydrauliques de l'appareil. Avec sang-froid et grâce à son expérience, Robert Piché, avec l'aide de son copilote et après plus de vingt minutes de vol plané, réussit à poser l'avion sur la piste de Lajes aux Açores. Son vol plané de 21 minutes est considéré comme le plus long de l'histoire de l'aviation civile.
L'Air Line Pilots Association (ALPA) qui compte 54 000 adhérents (2016), a tenu à souligner l'exploit en remettant aux deux pilotes une distinction pour ce qu'elle a appelé le plus grand exploit des cinquante dernières années dans le pilotage civil. La plupart des passagers à bord de l'avion étant portugais, le commandant Piché est vénéré au Portugal pour cet exploit.
Le commandant Piché a pris sa retraite le 2 octobre 2017. Aussi et par la Fondation Robert Piché, il donne des conférences pour aider les organismes œuvrant auprès des personnes qui éprouvent une dépendance. Il est père de trois enfants.

### Cinéma
Le film Piché, entre ciel et terre, relatant les moments marquants de sa vie, est sorti au Québec le 7 juillet 2010. Michel Côté incarne le commandant Piché. Le fils de Michel Côté, Maxime Le Flaguais, incarne lui aussi le commandant Piché, mais à un plus jeune âge. Sophie Prégent, Gilbert Sicotte, Sarah-Jeanne Labrosse,Jules St-Jean et Jeanne Potvin complètent la distribution.
L'accident du vol Air Transat 236 a fait l'objet d'un épisode dans la série télé Air Crash (Mayday, Dangers dans le ciel en français) nommé Du bout des ailes (saison 1 - épisode 6). Une pièce de théâtre, présentée au festival d'Avignon en 2019, Revivez le vol TS 236, écrite et jouée par Bernard Vaillot, lui est également consacrée.
Un documentaire, 19 minutes : L'exploit Piché, reconstitue en 2021 les événements du vol Air Transat 236 avec Robert Piché lui-même dans lequel il revient pour la première fois en vingt ans à la base militaire de Lajes, dans les Açores.

### Trophée Robert Piché
Le panthéon de la fondation Aérovision Québec décerne un trophée Robert-Piché pour souligner l’apport exceptionnel de pilotes ayant, afin de sauver des vies, réussi un exploit extraordinaire en vol orbital ou sous-orbital.

### Honneurs
- Médaille de l'Assemblée nationale, 2001[7]
- Médaille d'honneur de l'Assemblée nationale, 2002[8]